# Minenleger

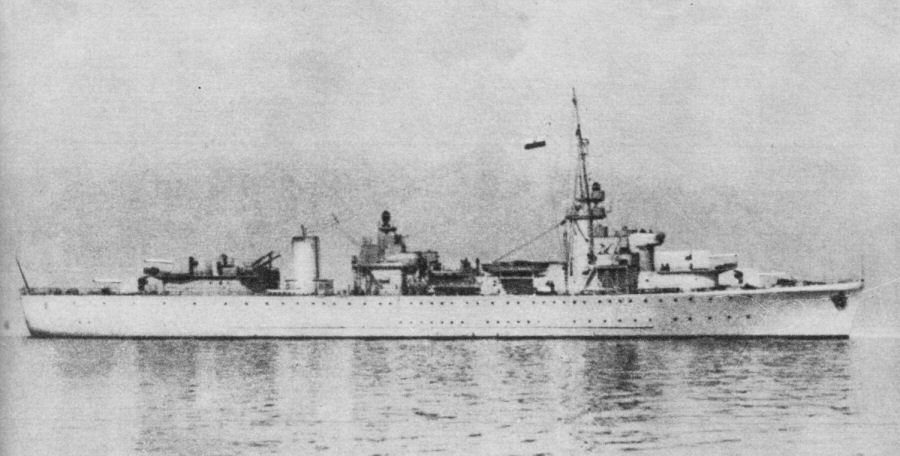
Schwerer polnischer Minenleger Gryf

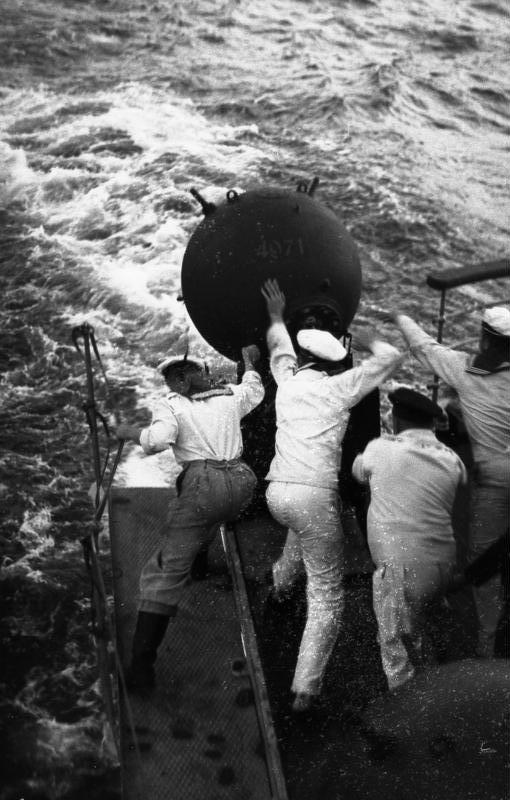
Minenlegen im Zweiten Weltkrieg durch das zum Minenschiff umgebaute Passagierschiff Hansestadt Danzig

Ein Minenleger ist ein Kriegsschiff, das auf die Verlegung von Seeminen spezialisiert ist. Zur Unterscheidung von „echten“ Minenlegern, die speziell für diese Aufgabe gebaut wurden, bezeichnete die Kriegsmarine ehemalige Handelsschiffe, die zu Hilfsminenlegern umgerüstet worden waren, als Minenschiffe.
Auch können viele Kriegsschiffe, die vornehmlich anderen Zwecken dienen, besonders Zerstörer oder Schnellboote, aber auch U-Boote, zum Minenlegen ausgerüstet werden. Insbesondere besitzen auch Minenabwehrfahrzeuge oft die Fähigkeit, Minen zu legen.
Als Minenleger werden auch Einheiten, Personen oder militärisches Gerät der Kampfpioniere bezeichnet, die Landminen verlegen.

## Technische Ausstattung

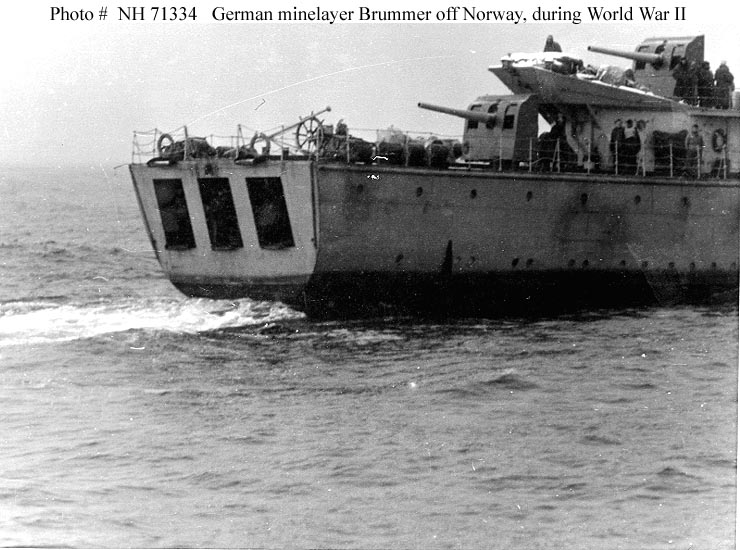
Minenschächte im Achterschiff des deutschen Minenlegers Brummer (ex norwegisch Olav Tryggvason)

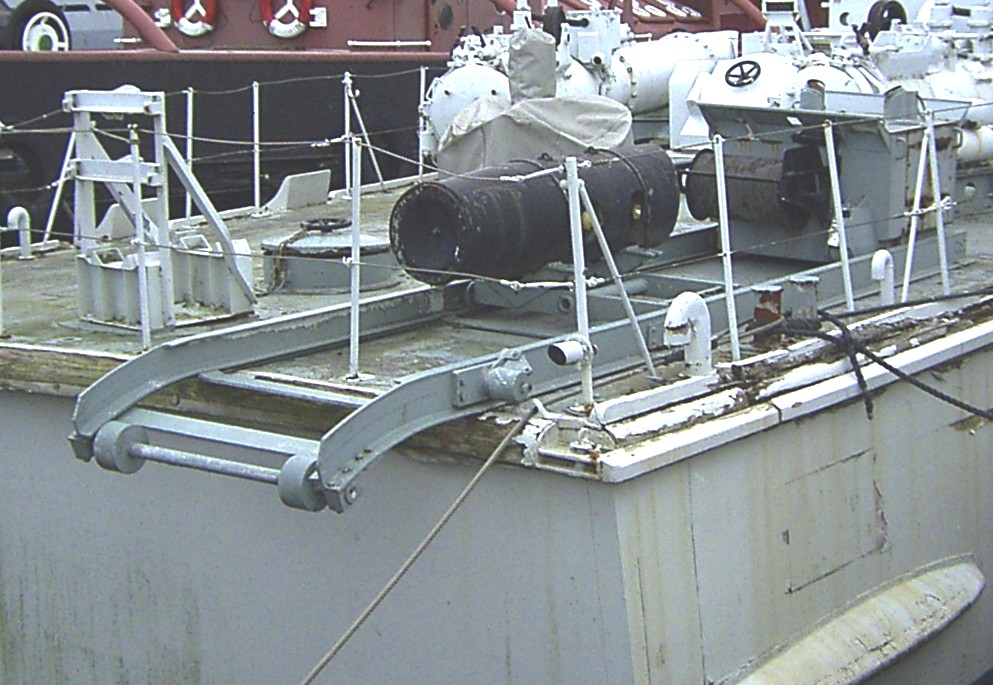
Minenlegeschienen am Heck des Schnellbootes Kranich

Minenleger variieren in ihrer Größe zwischen kleineren Küstenbooten von einigen hundert Tonnen Verdrängung bis zu großen Einheiten von mehreren tausend Tonnen. Sie verfügen über besonderen Stauraum für eine größere Anzahl von Minen sowie über spezielle Minenwurfschienen, über welche die Minen ins Wasser befördert werden. Die Schienen können durch besondere Luken im Heck oder einfach über das Heck führen. Die meisten Minenleger besitzen außerdem Waffen zur Selbstverteidigung, hauptsächlich Flugabwehr-Waffen.
Auch U-Boote können die Funktion eines Minenlegers einnehmen. Beispiele waren die USS Argonaut (SS-166), die Boote der britischen Porpoise-Klasse, der französischen Saphir-Klasse, der deutschen U-Boot-Klassen UC, UE, VII D und XB oder der polnischen Wilk-Klasse. Anfangs waren die U-Boote mit senkrechten Minenschächten im Bootskörper ausgerüstet, aus denen die Minen „abgeworfen“ wurden. Aber noch vor Beginn des Zweiten Weltkriegs entwickelte man in Deutschland spezielle Grundminen, die wie ein normaler Torpedo mit Pressluft aus Torpedorohren ausgestoßen wurden. Dadurch konnte jedes U-Boot zum Legen von Minen eingesetzt werden. Moderne U-Boote nutzen diese Technik bis heute.
In modernen Marinen sind spezialisierte Minenleger immer seltener vorhanden, da Flugzeuge und Hubschrauber diese Aufgaben effizienter erfüllen können. Länder mit langen, schwer zu verteidigenden Küstenlinien wie Südkorea, Norwegen, Schweden oder Finnland setzen bis heute Minenleger ein.